# Osbornellus hispanus
Osbornellus hispanus är en insektsart som beskrevs av Freytag 2008. Osbornellus hispanus ingår i släktet Osbornellus och familjen dvärgstritar. Inga underarter finns listade i Catalogue of Life.